# Beats of Freedom – Zew wolności
Beats of Freedom – Zew wolności – film dokumentalny z 2009 roku, produkcji polskiej, w reżyserii Leszka Gnoińskiego i Wojciecha Słoty. Oficjalna premiera odbyła się 11 marca 2010 w Sali Kongresowej, a na ekrany kin film wszedł dzień później.
Film dokumentuje rozwój muzyki rockowej w Polsce, począwszy od koncertu zespołu The Rolling Stones w Warszawie, w 1967, do upadku komunizmu w 1989. Narratorem filmu jest angielski dziennikarz Chris Salewicz, który przyjeżdża do Polski i rozmawia z Tomkiem Lipińskim, Piotrem Nagłowskim i Mirosławem Makowskim. W filmie pojawiają się również wypowiedzi wielu innych osób związanych z polskim rockiem, m.in. Jurka Owsiaka, Wojciecha Waglewskiego, Olgi Jackowskiej, Kazika Staszewskiego, Kamila Sipowicza, Andrzeja Mogielnickiego, Marka Niedźwieckiego, Zbigniewa Hołdysa, Lecha Janerki, Krzysztofa Grabowskiego, Jarosława Janiszewskiego, Arkadiusza Rybickiego, Krzysztofa Skiby.
Film wzbogacają fragmenty nagrań pochodzące z Instytutu Pamięci Narodowej, Wytwórni Filmowej „Czołówka”, Filmoteki Narodowej, a także z archiwów prywatnych, przedstawiające fragmenty koncertów (np. z Festiwalu w Jarocinie) i wiele innych zdjęć, przede wszystkim z lat 80. (np. fragmenty happeningów Pomarańczowej Alternatywy).
Ilustracją muzyczną są nagrania szeregu polskich zespołów rockowych, takich jak Maanam, Perfect, Turbo, TSA, Republika, Kult, Brygada Kryzys, Dezerter, Siekiera, 1984 czy Stan Zvezda.
Wraz z filmem ukazał się dwupłytowy album ze ścieżką dźwiękową oraz wydawnictwo edukacyjne opublikowane przez Narodowe Centrum Kultury.
18 listopada 2010 roku film został wydany na formacie DVD wraz z filmami: Historia polskiego rocka i Wszystko, co kocham